# Phaeostigma (Superboraphidia) rauschi
Phaeostigma (Superboraphidia) rauschi is een kameelhalsvliegensoort uit de familie van de Raphidiidae. De soort komt voor in Griekenland.
Phaeostigma (Superboraphidia) rauschi werd voor het eerst wetenschappelijk beschreven door H. Aspöck & U. Aspöck in 1970.